# Alquerías del Niño Perdido (kommun)
Alquerías del Niño Perdido är en kommun i Spanien.   Den ligger i provinsen Província de Castelló och regionen Valencia, i den östra delen av landet, 300 km öster om huvudstaden Madrid. Antalet invånare är 4 509. Arean är 12,6 kvadratkilometer. Alquerías del Niño Perdido gränsar till Burriana, Nules och Vila-real. 
Terrängen i Alquerías del Niño Perdido är platt.